# Mladinski opus Pavla Zidarja
Pavle Zidar, slovenski pisatelj in pesnik, * 6.januar 1932, Slovenski Javornik pri Jesenicah, † 13. avgust 1992, Ljubljana.

## Življenje in delo
Pavle Zidar (s pravim imenom Zdravko Slamnik) se je rodil 6. januarja 1932. leta v Slovenskem Javorniku pri Jesenicah. Osnovno šolo je obiskoval na Koroški Beli, srednješolska leta pa je preživel na Jesenicah, v Kranju in v Ljubljani.  Po končanem učiteljišču v Ljubljani je poučeval v več krajih na Dolenjskem, potem pa v Piranu. Kmalu pa se je odločil za pisateljski poklic, za poklic svobodnega književnika. Bil je tudi prejemnik Prešernove nagrade leta 1987.
Njegov opus je zelo bogat, njegova dela pa so namenjena tako odraslim bralcem, kakor tudi otrokom in mladini. Slogovno je pisal v okvirih socialnega realizma, čeprav je pri nekaterih delih opaziti spogledovanje z moderno prozo. Njegova dela so večinoma avtobiografska in večkrat pisana v pogovornem jeziku, kar daje njegovim besedilom poseben čar, bralec pa dobi živo predstavo o življenju, ki ga opisuje. Pisatelj upodablja življenje na rodnem Gorenjskem ter na Dolenjskem in Primorskem, kjer je služboval. Njegovi junaki so največkrat kmetje, delavci in izobraženci, ki jim je skupno to, da so običajno na robu preživetja, na nekakšnem eksistencialnem dnu. Zidar piše o življenju, ki ga pozna, ki ga je sam doživel, najsi v celoti ali pa le kot opazovalec.
Pisatelja Pavla Zidarja je pri ustvarjanju njegovih del navdihoval čarobni svet otroštva. Še posebej pa pisatelj razsežnost čarobnega otroškega sveta občuti v tistih prvinah življenja, v katerih se razposajenost, igrivost in otroška odkritost srečujejo s senčnimi stranmi sveta in tako tudi že z zgodnjimi življenjskimi preizkušnjami. Tako je otrok z velikimi sanjami in željami, radovednostjo in radoživostjo, z ljubeznijo do vsega živega, hkrati pa tudi s strahom in trpko samoto, prvi junak Zidarjevih pripovedi. Pripovedi o otroštvu in otroku imajo v Zidarjevem pisateljskem ustvarjanju posebno mesto zaradi tega, ker v njih lahko zajame velik del svojega pogleda na svet: v otroškem svetu so namreč doma prvinskost, svoboda in domišljija brez meja, kakršne odraslim postavljajo razum in pravila lepega vedenja, povezanost vsega živega, skupno utripanje narave v skrivnostni lepoti in najbrž prav na prvem mestu ljubezen in prijateljska naklonjenost.
Poleg otroka pa ima v Zidarjevem pripovedovanju posebno mesto tudi pisatelj in pisateljski poklic. Pisatelj je tisti, ki si, čeprav že odrasel človek , še vedno upa na sanjska potovanja v domišljijski svet, v katerem ima moč za urejanje  zablod, ki so jih zakrivili preveč odrasli ljudje. Pomen pisateljevega navdiha je, na primer, opisal v knjigi za mladino Pišem knjigo, kjer je nanizal vrsto komičnih situacij, v katerih mladi junak s svojo iznajdljivostjo in domišljijo premaga vse, ki so krivi za neumnosti na tem svetu.

## Mladinska dela Pavla Zidarja
Kronološki pregled Zidarjevih mladinskih del: 
- 1955, Tončkove sanje
- 1960, Konjički
- 1970, Pišem knjigo
- 1975, Glavne osebe na potepu
- 1975, Mulci
- 1981, Moja družina
- 1983, Lev Pink z jogurtom na glavi
- 1986, Državica otrok
- 1986, Dražba sanj
- 1988, Cirkus madra čaj
- 1991, Lev Pink, Muc Brbuc in Kukavičji Mihec

## Interpretacija del

### Kukavičji Mihec
Pripovedi Pavleta Zidarja dajo prednost drugačnim učiteljem, med katerimi je posebno zanimiv modri potepuh Ferenc iz zgodbe Kukavičji Mihec. Ta trpka zgodba o »drugačnem dečku«, ki je ena izmed najboljših Zidarjevih knjig za mladino, še posebej podčrtuje  življenjsko usodo otroka, ki je zaznamovan z drugačnostjo. Daleč od družinskega življenja in posebej od ljubeče matere ter od vsega, kar je na splošno sprejeto kot oblika življenja v skupnosti, se dogaja Mihčeva posebna usoda in vijugasta življenjska pot, polna padcev in razočaranj, a tudi lepote in spoznanj, drobnih presenečenj in vznemirjenja, ki jih daje svobodno potepuško življenje. Pavle Zidar je v zgodbo o Mihcu povezal dogodke, ki so polni napetih in komičnih situacij na eni strani, a tudi grenkobe in samote, v katerih se rojevajo spoznanja o ljudeh in zakonitostih življenja. Oba, Ferenc in Mihec, se zatekata k prvinskim virom življenja in s tem k preprostim oblikam življenja. Njuna prostost jima odpira pot v sanje in k lepoti narave, ki je drugim ljudem neznana. Toda po mnogih prevarah in krajah, ki jima je omogočilo svobodno potepuško življenje, se Ferenc in Mihec naposled le soočita z roko pravice. Ferenc gre za zapahe, mladoletni Mihec pa v rejo k bogati družini. Tu pa se Mihec ne počuti dobro, zato kaj kmalu pobegne ter za sabo izbriše vsako sled. Po dobrih desetih letih se Mihec s svojo družino vrne v domačo vas, k bratom, kateri ga tudi tokrat niso veseli in mu pripisujejo krivdo za materino utopitev. Mihec se zasmili vaščanom, zato mu pomagajo zgraditi majhno hiško ob reki, ob kateri je nekoč Mihec iskal zatočišče in se ob njej počutil varno, ravno pred klevetami škodoželjnih vaščanov. Toda voda, ki se pretaka skozi Mihčevo življenje, pa mu prinaša tako življenjsko radost kot smrtno pozabljenje. Reka, ob kateri Mihec živi z družino, namreč naraste in Mihec doživi podobno usodo kot njegova mati.

### Lev Pink z jogurtom na glavi
Zgodba o levu Pinku je tako kot mnoge druge Zidarjeve pripovedi, posvečena otroku in naravi. V tej zgodbi se na poseben način stikata živalski in človeški svet. Lev je v zgodbi plod pisateljeve igrive domišljije, ki je v bistvu glavno gibalo dogajanja v pripovedi. V drugačnem svetu, kot je vsakdanji, v starožitni babičini hiši na deželi, se fantu Roku odpira pogled v čudežni svet narave, ki vznemiri njegovo domišljijo. Sozvočje fantove in pisateljeve domišljije začne plesti njuno medsebojno dopisovanje. Pisatelj v zgodbi igra nenavadnega leva, ki se razume tudi na pomembna sodobna vprašanja, fantek Rok pa se z veseljem vživi v igro, ki se ji pridruži tudi babica, ki ima rada otroške sanje. Zidar je zgodbo oblikoval na zanj značilni način: poleg poetičnosti, ki jo navdihuje narava, je v zgodbi mnogo humorja: ta temelji na igrivosti, presenetljivosti in dobrohotnosti vseh ljudi v pripovedi. Ne samo ljudi- tudi živalskih in izmišljenih junakov.

### Državica otrok
Knjigo sestavljajo pripovedi, ki se napajajo iz pravljične fantastike, vmes se vrstijo privlačni domišljijski zapisi iz razgibanega notranjega življenja današnjega šolarja. Pripovedi so vsebinsko celovite in druga drugo dopolnjujejo, kot celota pa na izviren način odslikavajo nadvse barviti notranji otroški svet, v katerem se razkošno sprošča prvinska želja po lepem, skrivnostnem še posebej pa je nenehno navzoča volja po svetu v katerem naj bi dobro zmeraj premagalo zlo.
Državica otrok je tudi naslov ene izmed zgodbic v knjigi. Zgodbica govori o otrocih, ki so naveličani vsakodnevnih opravil, kot so: zgodnjejutranje vstajanje, obiskovanje šole, umivanje zob pred spanjem, umivanje rok pred jedjo, zato se odločijo, da bodo ustanovili svojo državico, v kateri ne bo teh opravil ter mamic, da bi jih opominjale na to, kaj morajo postoriti. Novonastala državica otrok se imenuje Pomaranča, otroci pa se lahko v njej brezskrbno igrajo od jutra do večera.
Ostale zgodbice v knjigi: Škatlica z zgodbo, Rdeča kapica, Cvek, Prigode malega Matica, Graščakova hči, Parček, Prijatelji, Lov, Koklja, Mačja…

### Glavne osebe na potepu
So Zidarjevo peto mladinsko delo. Glavni osebi, ki se odpravita na potep, sta Ivan Konj ter Gregor Žoga. Junaka sta učenca 5. a razreda in nista ravno zgled discipline. Ne prihajata iz najbolj srečnih družin (Ivanova starša se ločujeta, Gregorjev oče pa je grobijan). Konj in Žoga nista njuna prava priimka, vendar sta si ju nadela sama, ravno zaradi njunih staršev. Ivana so starši neprestano popravljali in mu utrjevali svoja načela, zato se je počutil kot konj, na katerega prikujejo podkev. Gregorjeva starša pa sta si svojega sina neprestano podajala drug drugemu, čes saj nobenemu od njiju ni podoben, zato si je nadel priimek Žoga. Predvsem pa Ivan in Gregor nista hotela hoditi v novozgrajeno šolo, saj je bilo v njej vse prepovedano, zato se odločita, da bosta spremenila svoja življenja. Odpravita se na potep k babici. K njej prideta z izgovorom, da se je nova šola podrla, zato bosta začasno hodila v drugo šolo, ki je stara in se v njej lahko tudi skače in lovi ter kriči. Naslednji dan, ko se ravno dobro zbudita in pojesta zajtrk, slišita po radiu, da ju že iščejo. Kmalu zatem, pa ju preseneti miličnik, ki pride po njiju. Pove jima, da ga je opozoril kmet, ki ju je srečal na poti k babici, saj sta se mu zdela sumljiva. Fanta je na smrt strah, kaj sledi temu, vendar ju prijazen miličnik kmalu pomiri, da ju popolnoma razume, saj tudi on ne bi maral nove šole.

### Moja družina
Za razliko od ostalih Zidarjevih del, v knjigi Moja družina ni glavni književni lik moški, ampak ženska. Ta ženska, ki se imenuje Marie, pred seboj drži angleški učbenik, odprt na strani s sliko, nad katero piše naslov My family. V tej knjigi tudi Marie opiše svojo 6-člansko družino. Kljub temu, da je ona glavna književna oseba, v knjigi največ govori o svoji sestri Seleni. Na dolgo opisuje, kako sta se starša že ob rojstvu njune druge hčerke prepirala, kako ji bo ime. Odločila sta se za to nenavadno ime Selena, ki pomeni luno. Pravzaprav je mama popustila očetu, prepričanemu, da je od otrokovega imena odvisen njegov uspeh v življenju. Prav ta deklica Selena, pa je poskrbela, da imata starša tudi v njenih najstniških letih največ skrbi, prav zaradi nje. S svojo muhavostjo spravlja svoja izobražena starša ob pamet. Ob vsakem prepiru ju pomiri očetov brat, psiholog, on je tudi edini, ki točno ve, kaj Selena namerava. Svoje nore ideje posreduje staršem preko Marie, ta pa velja v hiši za najbolj pametno in umirjeno. Nekega dne Selena sporoči svoji družini, da se je odločila postati redovnica. Vsi so bili zgroženi, edino njen stric je vedel, da tega ne bo storila. In res, Selena se je vpisala na Filozofsko fakulteto, medtem, ko je bilo redovništvo zgolj šala. Oče je zgrožen, ker bo njegova uporniška hči študirala na fakulteti, kjer on poučuje, in mu kvarila ugled. 
Zidar je z nagajivimi junaki, preračunljivih v svojih dejanjih, kot je bila Selena, skušal pokazati svojo kritičnost do odraslih in sebičnih, v odnosu z občutljivim otroškim svetom. 
Zgodba se zaključi tako, da uporniška Selena, ki se je medtem že preimenovala v Charlie, uspešno diplomira, Marie, najpametnejša članica družine, pa nam sporoči, da je postala pisateljica.

### Pikapolonica Pika
Zgodbice so neobičajna pisateljska domišljija- izmišljene so, kot pravljice, a pravljice iz nekakšnega »vsakdanjega življenja«: glavne osebe ali glavni liki so nam na »dosego roke«, srečujemo jih vsak dan, a morda se jih niti ne zavedamo. Pisatelj je dogodke in pripetljaje iz vsakdanjika prežel s svojo fantazijo in sicer tako, da je počlovečil mnoge stvari in živali. 
Besedila pa so si različna, tako po svoji oblikovni podobi kot v vsebinskem sporočilu: v njih se rastline pogovarjajo z rastlinami, otroci z živalmi, predmeti s predmeti, predmeti z otroki …Po izpovedni plati, pa gre v njih za različne poudarke: del zgodbic skoraj z moralistično kretnjo počrtava potrebo po spoštljivem odnosu do rastlinskega in živalskega sveta, drugi del se prizanesljivo smeje togemu dojemanju odraslih, tretji opozarja na zgrešena ravnanja staršev, četrti opisuje malce poredne a brihtne šolarje …

### Dražba sanj
Zgodba govori o blokovskem naselju, nekje v Ljubljani, zdraven katerega so arhitekti in buldožeristi porušili vsa drevesa, ostala je le še ena in edina zelena lipa. Na tej lipi so se od jutra do večera, v njenih krošnjah, igrali otroci iz vseh bližnjih blokov. Otroci so lipo tako vzljubili, da se niso odzivali na klice staršev, da morajo v trgovino, ali pa je ura za odhod domov. Zaradi neposlušnosti otrok, pa so starši to lipo zasovražili, saj jim je jemala njihove otroke. Na vso moč so si prizadevali, da bi lipo porušili. V tej pripovedi se znova kažejo nasprotja med starši in nedolžnim otroškim svetom, katera je moč prepoznati tud v drugih Zidarjevih delih.
Vse to, kar se je dogajalo z lipo, pa je iz svojega balkona vsakodnevno opazoval slikar Ivan Knez. Zvedel je, da nameravajo lipo porušiti, zato ji je v  mislih naročil, naj tega ne dovoli in se umakne za čez noč v bližnji gozd, ko pa se bo zdanilo, naj spet pride nazaj. Nekega dne je buldožerist Štefan hotel porušiti lipo, vendar je ni mogel, saj se mu je ta izmikala. Ni mogel verjeti svojim očem, kaj se dogaja, ostalim pa je bilo videti, kakor da se on umika lipi. Ivan Knez je presenečen ugotovil, da ga je lipa res slišala. Štefan je bil tako jezen na lipo, da je nekga jutra vstal, splezal nanjo, ter zanetil ogenj v krošnji, sam pa je padel na tla  in moral v bolnišnico. Ko so otroci videli, kaj se je zgodilo, so bili zelo žalostni, starši pa neizmerno zadovoljni, saj so svoje otroke dobili nazaj. Ivan Knez, svoboden umetnik, je bil precej reven, zato že leta ni plačal najemnine za stanovanje. Sosedje so ga zaradi tega grdo gledali, zato se je Ivan odločil zapustiti ta kraj. Preden je odšel, je poiskal sliko zelene lipe, ki jo je nekoč narisal. Zaželel si je, da bi bila lipa pred blokom spet zelena, tista na sliki pa vsa ožgana. Lipi sta se res zamenjali. Ivan je vzel najnujnejše stvari in za vedno odšel. Ko so stanovalci bloka to ugotovili, so njegove stvari prodali na dražbi in z denarjem poskušali odplačati visoke slikarjeve dolgove. Niso pa mogli razumeti, kaj se je zgodilo z lipo, da je znova oživela. Otroci so se, veseli nad tem, da je lipa spet zelena in dišeča, igrali na njej, starši pa so se morali s tem sprijazniti.
Pavle Zidar se je, kot kritik vsega kar je »odraslo« in kar je pozabilo na otroško občutljivost in postalo sebično, okrnjeno v čustvovanju in preračunljivo v svojih dejanjih, posebno rad obrnil k otrokom kot bralcem in somišljenikom. Zanje je svoje kritične poglede rad napolnil s še posebej igrivim humorjem. To se je zgodilo v nizu nenavadnih dogodkov ob preživeli lipi tudi v pripovedi Dražba sanj.

### Pišem knjigo
Pisatelj Pavle Zidar se je v knjigi Pišem knjigo upodobil kot Igor Čeč, sin zdravnika dr. Čeča, na kar pa ni bil posebno ponosen. Njegova srčna želja in večno sanjarjenje je bilo napisati tako knjigo, ki bi jo vsi brali, ga hvalili in mu postavili spomenik po smrti. Svoje popoldneve je preživel v svoji sobici, kjer je pisal roman Trgovec Henrik na pohodu, vendar mu ga nikoli ni uspelo do konca napisati, saj so ga domači priganjali k učenju. Govorili so mu naj ne bo pisatelj, saj ne zna pisati, temveč naj hodi v šolo, da bo nekoč izobražena in ugledna oseba, ki bo imela pred priimkom kakšen naziv, ne pa pisatelj. Posebno ni maral svojih sester in njihovih izobraženih mož. Najraje je imel najmlajšo sestro Tilko, ki ga je razumela in tudi edina poslušala njegovo knjigo o Henriku, ko ji jo je bral. Ostali so se smejali njegovim željam, ampak on je bil trdno odločen, da napiše spis za Nobelovo in ostale svetovne nagrade. Trdno se je odločil za spomenik in ne za predznak pred imenom. Takšno je bilo tudi njegovo življenje, da je sanjal o tem.

### Mulci
Tako kot v knjigi Pišem knjigo, je tudi v tej knjigi književna oseba Igor Čeč. Fant, ki je končal osnovno šolo, si želi končati gimnazijo in postati pisatelj. Ko sta ga starša spraševala, kaj bo po poklicu, je vedno odgovoril nič. Ni hotel biti zdravnik ali pa učitelj, kot sta bila njegova starša. Skupaj s prijateljema, Samom in Iztokom, so se z avtobusom odpeljali v kolonijo na morje. Želeli so si skupaj napisati knjigo o Mulcih in njihovih doživetjih v koloniji. Skupaj so stanovali v podstrešni sobici, skupaj plavali in poležavali na plaži, hodili po sadje na trg ter nagajali upravniku. Spoznali so tri dekleta iz Bele krajine. Medsebojno so si bili zelo všeč. Zaradi njih so se prepozno vrnili domov, zato so bili že tretji dan kaznovani. Zaradi neprimernega obnašanja v skupnosti, so se morali predčasno vrniti v Ljubljano. Tako jim je upravnik kolonije preprečil nastanek njihove knjige. Pisatelj pravi, da se s prihodom v Ljubljano vračajo v novo kolonijo, saj so povsod upravniki kolonij, ki preprečujejo nastanek knjig, toda prepričan je, da mu bo nekoč uspelo napisati knjigo-eno ali dve.